# Брестский уезд
Брестский уезд — административная единица в составе Слонимской, Литовской и Гродненской губерний, существовавшая в 1795—1920 годах. Центр — город Брест-Литовск.

## История
Брестский уезд в составе Слонимской губернии Российской империи был образован в 1795 году на территории, отошедшей к России в результате 3-го раздела Речи Посполитой. В 1797 году уезд отошёл к Литовской губернии, а в 1801 — к Гродненской. В 1920 году уезд отошёл к Польше.

## Население
Жителей в уезде, по сведениям за 1870 г., муж. 54 113, жен. 54 775 (православных 94 721). По данным переписи 1897 года в уезде проживало 218,4 тыс. чел. В том числе украинцы — 64,4 %; евреи — 20,8 %; русские — 8,1 %; поляки — 3,9 %; белорусы — 1,8 %. В уездном городе Брест-Литовске проживало 46 568 чел.

## Административное деление
В 1890 году в состав уезда входило 23 волостей:
| № п/п | Волость            | Волостное правление    | Число селений | Население |
| ----- | ------------------ | ---------------------- | ------------- | --------- |
| 1     | Великорытская      | с. Великорыта          | 26            | 4827      |
| 2     | Верховичская       | с. Верховичи           | 52            | 7433      |
| 3     | Войсковская        | с. Войская             | 35            | 3790      |
| 4     | Волчинская         | м. Волчин              | 53            | 7526      |
| 5     | Высоко-Литовская   | м. Высоко-Литовск      | 51            | 5643      |
| 6     | Дворцовская        | д. Дворцы              | 24            | 2909      |
| 7     | Дмитровическая     | с. Дмитровичи          | 48            | 5734      |
| 8     | Домачевская        | м. Домачево            | 24            | 6756      |
| 9     | Житинская          | д. Индычи              | 18            | 3171      |
| 10    | Каменец-Жировицкая | с. Каменец-Жировица    | 44            | 4085      |
| 11    | Каменец-Литовская  | м. Каменец-Литовск     | 45            | 6306      |
| 12    | Косичская          | с. Черни               | 40            | 5568      |
| 13    | Лыщицкая           | с. Кустин              | 41            | 4880      |
| 14    | Малорытская        | с. Малорыта            | 10            | 3871      |
| 15    | Мотыкальская       | с. Большие Мотыкалы    | 52            | 5921      |
| 16    | Меднянская         | д. Медна               | 38            | 5551      |
| 17    | Олтушская          | с. Олтуш               | 23            | 7873      |
| 18    | Половецкая         | д. Песчатка            | 36            | 4336      |
| 19    | Приборовская       | с. Приборово           | 16            | 2502      |
| 20    | Радваническая      | с. Радваничи Церковные | 15            | 2682      |
| 21    | Ратайчицкая        | д. Ратайчицы           | 42            | 5887      |
| 22    | Рогачская          | с. Рогачи              | 51            | 3319      |
| 23    | Турнянская         | д. Турна               | 39            | 8616      |

В 1913 году в уезде также было 23 волости.

## Населённые пункты
По переписи 1897 года наиболее крупные населённые пункты уезда:
| - г. Брест-Литовск - 46568 чел.; - мст. Каменец-Литовск - 3569 чел.; - мст. Высоко-Литовск - 3434 чел.; - мст. Милейчицы - 1685 чел.; - д. Малорыта - 1480 чел.; - с. Орехово - 1467 чел.; - мст. Влодавка - 1436 чел.; - с. Ляховцы - 1309 чел.; - с. Збураж - 1302 чел.; - мст. Замостье - 1288 чел.; - с. Прилуки - 1286 чел.; - мст. Чернавчицы - 1209 чел.; - с. Приборово - 1207 чел.; - мст. Домачево - 1180 чел.; | - с. Великорыта - 1175 чел.; - клн. Нейбров - 1171 чел.; - клн. Нейдорф - 1129 чел.; - с. Радеж - 1122 чел.; - с. Страдеч - 996 чел.; - с. Хотиславль - 943 чел.; - с. Радваничи Церковные - 925 чел.; - д. Полище - 874 чел.; - с. Омеленец - 854 чел.; - с. Пожежино - 854 чел.; - д. Лепелевка - 849 чел.; - завод Руда-Черняны - 822 чел.; - с. Гвозница - 764 чел.; - д. Пугачево - 748 чел.; | - д. Медна - 747 чел.; - д. Деменичи - 733 чел.; - с. Хмелево - 727 чел.; - с. Олтуш - 714 чел.; - д. Орхово - 713 чел.; - д. Подлесье - 705 чел.; - д. Голя - 696 чел.; - д. Каленковичи - 694 чел.; - с. Ставы - 692 чел.; - с. Замшаны - 688 чел.; - с. Бородятин - 683 чел.; - с. Черняны - 678 чел.; - с. Радваничи-Заречные - 677 чел.; - д. Новоселки - 675 чел.; | - д. Яцковичи - 675 чел.; - д. Рогозна - 671 чел.; - д. Чернаки - 671 чел.; - с. Дубок - 668 чел.; - д. Комаровка - 660 чел.; - д. Козловичи - 638 чел.; - д. Копылы - 638 чел.; - д. Навлесье - 620 чел.; - д. Масевичи - 618 чел.; - мст. Волчин - 617 чел.; - д. Мельники - 613 чел.; - д. Шпановичи - 608 чел.; - с. Збунин - 604 чел.; - д. Поплавы - 602 чел.; |